# Japanske prefekture
Prefekture predstavljaju najvišu jedinicu administrativne podjele Japana. Postoji ukupno 47 prefektura - jedna "metropola" (都 to), Tokyo; jedan "okrug" (道 dō), Hokkaidō; dvije gradske prefekture (府 fu) - Osaka i Kyoto; i 43 ostalih prefektura (県 ken).  U japanskom se za sve njih koristi zajednički izraz todōfuken. Prefekture predstavljaju višu razinu državne uprave od gradova, manjih gradova i sela.
Prefekturom upravlja neposredno izabrani guverner. Uredbe i proračune za rad svake prefekture određuje jednodomna skupština, čiji se članovi biraju na mandat od četiri godine.
Po odredbama trenutno važećeg Zakona o lokalnoj autonomiji, svaka prefektura se dijeli na gradove (市 shi) i distrikte (郡 gun). Svaki distrikt se dalje dijeli na gradska naselja (町 chō ili machi) i sela (村 son or mura).  Tako npr. Hokkaidō ima 14 podprefektura, koje djeluju kao ogranci  (支庁 shichō) prefektura. Druge prefekture također imaju ogranke, koje obavljaju administrativne funkcije izvan sjedišta prefekture.
Prefekture su u Japan uvedene za vrijeme Meiji razdoblja u lipnju 1871. godine, kada su zamijenile dotadašnji sustav hanova. Ispočetka ih je bilo 300, da bi iste godine broj bio smanjen na 72. Današnji broj od 47 prefektura je uveden godine 1888. Za vrijeme savezničke okupacije godine 1947. doneseni su zakoni kojima su značajno povećane ovlasti prefektura u odnosu na središnju vlast.

## Popis prefektura

### Popis po redoslijedu ISO
Prefekture su grupirane prema regijama. Te regije nemaju formalni karakter, niti specifična tijela ili upravitelja. One se, međutim, neformalno koriste. Od sjevera prema jugu (brojevi po redoslijedu ISO 3166-2:JP), prefekture i njihove uobičajene regije su:
| Hokkaidō 1. Hokkaido Tōhoku 2. Aomori 3. Iwate 4. Miyagi 5. Akita 6. Yamagata 7. Fukushima Kantō 8. Ibaraki 9. Tochigi 10. Gunma 11. Saitama 12. Chiba 13. Tōkyō 14. Kanagawa | Chūbu 15. Niigata 16. Toyama 17. Ishikawa 18. Fukui 19. Yamanashi 20. Nagano 21. Gifu 22. Shizuoka 23. Aichi Kansai 24. Mie 25. Shiga 26. Kyōto 27. Ōsaka 28. Hyōgo 29. Nara 30. Wakayama Chūgoku 31. Tottori 32. Shimane 33. Okayama 34. Hiroshima 35. Yamaguchi | Shikoku 36. Tokushima 37. Kagawa 38. Ehime 39. Kōchi Kyūshū 40. Fukuoka 41. Saga 42. Nagasaki 43. Kumamoto 44. Ōita 45. Miyazaki 46. Kagoshima Okinawa 47. Okinawa |